# Al-Nasr SC Salalah
|  | Aquest article tracta sobre el club de futbol omanita. Vegeu-ne altres significats a «Al-Nasr». |

L'Al-Nasr SCSC Salalah (àrab: نادي النصر العماني, Nādī an-Naṣr al-ʿUmānī, ‘Club Omanita de la Victòria’), també conegut localment com Al-Mulk o «el Rei», és un club de futbol omanita de la ciutat de Salalah. Al-Nasr significa ‘la Victòria’.

## Palmarès
- Lliga omanita de futbol: [2]
  - 1980, 1981, 1989, 1998, 2004
- Copa Sultan Qaboos: [3]
  - 1995, 2000, 2002, 2006, 2018
- Copa Federició d'Oman: [3]
  - 2015-16
- Supercopa omanita de futbol: [3]
  - 2018